# Campionatul de fotbal din Congo
Campionatul de fotbal din Congo (Congo Premier League) este primul eșalon fotbalistic din Republica Congo. Competiția este organizată de Federația Congoleză de Fotbal și a fost creată în anul 1961. Între 1961 și 1977 campioana națională se decidea pe baza unei competiții în 3 la care participau campioanele din regiunile Brazzaville, Pointe-Noire și Niari. Din 1978 în 1993 s-a jucat într-un sistem de ligă națională alcătuit din 10 - 14 echipe. Din 1994, s-a recurs la un sistem de play-off național după încheierea ligilor regionale. Acest sistem oferă locuri suplimentare ligilor regionale mai puternice (Pointe-Noire, Brazzaville).

## Câștigători
- 1961 : Diables Noirs (Brazzaville)

nu s-a jucat între 1962 și 1965
- 1966 : Diables Noirs (Brazzaville)
- 1967 : Abeilles FC (Pointe-Noire)
- 1968 : Etoile du Congo (Brazzaville)
- 1969 : Patronage Sainte-Anne (Brazzaville)
- 1970 : CARA Brazzaville
- 1971 : Victoria Club Mokanda (Pointe-Noire)
- 1972 : CARA Brazzaville
- 1973 : CARA Brazzaville
- 1974 : CARA Brazzaville
- 1975 : CARA Brazzaville
- 1976 : CARA Brazzaville
- 1977 : Diables Noirs (Brazzaville)
- 1978 : Etoile du Congo (Brazzaville)
- 1979 : Etoile du Congo (Brazzaville)
- 1980 : Etoile du Congo (Brazzaville)
- 1981 : CARA Brazzaville
- 1983 : Kotoko MFOA (Brazzaville)
- 1983 : Etoile du Congo (Brazzaville)
- 1984 : CARA Brazzaville
- 1985 : Etoile du Congo (Brazzaville)
- 1986 : Patronage Sainte-Anne (Brazzaville)
- 1987 : Etoile du Congo (Brazzaville)
- 1988 : Inter Club (Brazzaville)
- 1989 : Etoile du Congo (Brazzaville)
- 1990 : Inter Club(Brazzaville)
- 1991 : nu s-a jucat
- 1992 : Diables Noirs (Brazzaville)
- 1993 : Etoile du Congo (Brazzaville)
- 1994 : Etoile du Congo (Brazzaville) 2-0 Inter Club (Brazzaville)
- 1995 : AS Cheminots (Pointe-Noire) 1-0 Patronage Sainte-Anne (Brazzaville)
- 1996 : Munisport (Pointe-Noire)
- 1997 : Munisport (Pointe-Noire)
- 1998 : Vita Club Mokanda (Pointe-Noire) 1-0 Etoile du Congo (Brazzaville)
- 1999 : Vita Club Mokanda (Pointe-Noire)
- 2000 : Etoile du Congo (Brazzaville)
- 2001 : Etoile du Congo (Brazzaville) 1-0 CS La Mancha (Pointe-Noire)
- 2002 : AS Police (Brazzaville) 2-1 Etoile du Congo (Brazzaville)
- 2003 : Saint Michel d'Ouenzé (Brazzaville) 0-0 (4 t.a.b. à 3) CS La Mancha (Pointe-Noire)
- 2004 : Diables Noirs (Brazzaville) 2-1 AS Police (Brazzaville)
- 2005 : titlul nu a fost acordat
- 2006 : Etoile du Congo (Brazzaville)
- 2007 : Diables Noirs (Brazzaville) 2-0 AS Ponténégrine(Pointe-Noire)
- 2008 : CARA Brazzaville 2 - 1 FC Bilombé
- 2009 : Diables Noirs (Brazzaville)
- 2010 : Saint Michel de Ouenzé (Brazzaville) 3-2 AC Léopard (Dolisie)
- 2011 : CSM Diables Noirs (Brazzaville) 2-0 AC Léopard (Dolisie)
- 2012 : AC Léopards (Dolisie) 1-1 CSM Diables Noirs (Brazzaville) (aet; 4-2 la pen.)
- 2013 : AC Léopards (Dolisie)
- 2014 : abandonată din cauza problemelor financiare
- 2015 : abandonată din cauza boicoturilor cluburilor

## Performanță după club
| Club                                              | Trofee |
| ------------------------------------------------- | ------ |
| Étoile du Congo                                   | 12     |
| CARA Brazzaville                                  | 9      |
| CSM Diables Noirs                                 | 8      |
| Vita Club Mokanda (include Victoria Club Mokanda) | 3      |
| Inter Club                                        | 2      |
| Muni Sport                                        | 2      |
| Patronage Sainte-Anne                             | 2      |
| AS Police                                         | 2      |
| Saint Michel de Ouenzé                            | 2      |
| AC Léopards                                       | 2      |
| Abeilles FC                                       | 1      |
| AS Chéminots                                      | 1      |
| Kotoko MFOA                                       | 1      |